# Бела чоколада
Бела чоколада је кондиторски производ који се обично прави од шећера, млека и какао путера, али без какао праха. Боје је слоноваче и не садржи много једињења која се налазе у млечној, тамној и другим чоколадама. Чврста је на собној температури (25°С) јер је тачка топљења какао путера, једине беле компоненте  какао зрна, 35°С.
Као и друге две главне врсте чоколаде (црна и млечна), бела чоколада се користи за чоколадне табле или као премаз у посластичарству.

## Историја
Како је бела чоколада у суштини млечна чоколада без какао праха, можда је вредно подсетити да је млечну чоколаду развио Данијел Питер крајем 19. века и да је убрзо постала најпопуларнија врста чоколаде.
Године 1936. швајцарска компанија Nestlé,  главна у швајцарској индустрији чоколаде са власником фабрике Петер-Кајлер-Колером, лансирала је у Европу таблу беле чоколаде Milkybar (или Galak). Nestlé је генерално заслужан за прву таблу беле чоколаде, иако су ранији облици беле чоколаде вероватно прављени пре 1936. Прављење беле чоколаде био је начин коришћења млека у праху и какао путера, који су се тада производили у вишку.
Белу чоколаду је први пут у Сједињене Државе увео 1946. године Фредерик Е. Хеберт из компаније Hebert Candies у Шрузберију, у Масачусетсу, близу Вустера, након што је пробао слаткише „са белим преливом” док је путовао по Европи.
Отприлике од 1948. до 1990-их, Nestlé је такође производио таблу беле чоколаде са комадићима бадема, Alpine White, за тржишта у Сједињеним Државама и Канади. Други произвођачи чоколаде развили су сопствене формуле, попут оне коју је развио Куно Бедекер за компанију Merckens Chocolate 1945. године. Како је бела чоколада постала мејнстрим, појавиле су се беле верзије популарних чоколадица, на пример Тоблероне 1973. и Hershey's Kisses 1993.
Од 2022. године, бела чоколада чини око 10 процената укупног тржишта чоколаде.

## Састав
Бела чоколада не садржи чврсти какао, примарни немасни састојак конвенционалне чоколадне течности — чоколаду у свом сировом, незаслађеном облику. Он је замењени млеком у праху. Током производње, тамно обојене чврсте материје какао зрна се одвајају од масти, као и код млечне чоколаде и црне чоколаде, али, за разлику од других облика чоколаде, какао маса се не додаје назад; какао путер је једини какао састојак у белој чоколади. Бела чоколада садржи само трагове стимуланса теобромина и кофеина који су присутни у какао маси, али не и путеру. Ароме као што је ванила могу се додати у кондиторске производе од беле чоколаде.
Бела чоколада је врста чоколаде која садржи највећи проценат чврсте материје млека, обично око или преко 30 процената, док млечна чоколада има само око 25 процената.

## Прописи
Прописи регулишу шта се може пласирати на тржиште као бела чоколада: Од 2000. године у Европској унији, бела чоколада мора садржати (по тежини) најмање 20% какао путера, 14% укупне суве материје млека и 3,5% млечне масти. Од маја 2021. године, Европска агенција за безбедност хране предложила је забрану боје за храну, Е171 (титанијум диоксид), који се користи као уобичајени избељивач у неким производима од беле чоколаде.
Од 2004. године у Сједињеним Државама, Кодекс федералних прописа дефинисао је да бела чоколада треба да садржи „не мање од 20 процената по маси какао масти“, „не мање од 3,5 процената по тежини млечне масти и не мање од 14 процената по тежини укупне чврсте материје млека“, и „не више од 55 процената тежине хранљивих угљених хидрата заслађивача“. Прихватљиви млечни елементи при производњи беле чоколаде у Сједињеним Државама укључују евапорисано млеко, обрано млеко, млаћеницу или сладно млеко. Производи од беле чоколаде не смеју да садрже вештачке боје.

## Веганске верзије
Веганске верзије мрвица, табли и тартуфа од беле чоколаде доступне су код неколико брендова, као што су Galaxy и Plamil. Неке комерцијалне веганске замене за белу чоколаду могу да садрже палмино уље, што може бити етички проблем за неке потрошаче. Домаћа веганска бела чоколада може се направити од какао путера, кокосовог уља, шећера и екстракта ваниле.